# Suritozole
Le suritozole ou MDL 26,479 est un composé organique constitué d'un triazole substitué par un groupe thio et un fluorophényle. Il est étudié comme un augmenteur de cognition (nootropique). Il agit comme un agoniste inverse partiel du site où les benzodiazépines se lient
aux récepteurs GABAA (canal ionique membranaire des neurones), mais n'a pas d'effet ni anxiogène, ni convulsivant comme en ont d'autres antagonistes inverses de ce site des récepteurs GABAA comme le DMCM (en).
Il est aussi étudié pour le traitement de la dépression et de la maladie d'Alzheimer. Cependant, le développement clinique semble avoir été arrêté[réf. nécessaire].